# Sílvia Osuna Oliveras
Sílvia Osuna Oliveras (Castelló d'Empúries, Alt Empordà, 1983) és una investigadora de la Universitat de Girona, adscrita a l'Institut de Química Computacional i Catàlisi. Ha obtingut el Premi 2016 a Joves Investigadors per part de la Reial Societat Espanyola de Química, el Premi Princesa de Girona d'Investigació 2016, i el Premi Nacional de Recerca al Talent Jove 2019.
El seu camp principal de recerca és el desenvolupament d'enzims a la carta per a la síntesi i la producció de fàrmacs. Desenvolupa simulacions per ordinador i eines per al disseny de nous enzims d'interès industrial, que poden accelerar les reaccions químiques.
És investigadora ICREA de la Universitat de Girona, on dirigeix el grup CompBioLab de l'Institut de Química Computacional i Catàlisi (IQCC). Ha publicat nombrosos articles científics en publicacions destacades com ara, Journal of the American Chemical Society (JACS), Chemical Communications, Angewandte Chemie, ACS Catalysis o Nature, que han rebut moltes cites.
La pintura és la seva gran afició. Pinta des de ben petita, i als tretze anys va començar classes de pintura amb el pintor Josep Ministral. Ha declarat que, quan havia de decidir què estudiar, va dubtar entre triar Belles Arts o Química.
És una de les científiques de l'exposició itinerant i digital «Científiques Catalanes 2.0» de l'Associació Catalana de Comunicació Científica.

## Premis
- Premi Fundació Princesa de Girona Recerca Científica 2016 «per haver obert una nova via per a la reducció de costos en la producció de fàrmacs mitjançant la química computacional».[10]
- Premi de la Reial Societat Espanyola de Química (RSEQ) Jove Investigador 2016[3]
- Premi de la Societat Europea de Química (EuChemS), Divisió de Química Orgànica Jove Investigador 2017.[11]
- Premi de la RSEQ i el Comitè Europeu per a les Relacions Acadèmiques de la companyia farmacèutica Lilly per a Joves Investigadors 2019, «per la seva recerca centrada en el disseny racional de nous enzims mitjançant simulacions i eines computacionals amb la finalitat d'estendre la seva aplicació a la indústria».[12]
- Premi Nacional de Recerca al Talent Jove 2019, «per dissenyar enzims d'interès farmacològic».[13]